# Лига Справедливости: Кризис двух миров
Лига справедливости: Кризис двух миров (англ. Justice League: Crisis on Two Earths) — американский анимационный фильм 2010 года, выпущенный сразу на видео. Изначально мультфильм задумывался как возможное продолжение сериала «Лига справедливости: Без границ» под названием «Лига справедливости: Столкнувшиеся миры». Но когда сериал закончился, было принято решение создать анимационный фильм «Лига справедливости: Кризис двух миров», который по большей части имеет тот же сюжет, но почти никак не связан с сериалом. Сюжет фильма был позаимствован из комикса «Кризис на Земле-ТРИ!» Гарднера Фокса и графического романа Гранта Моррисона «ЛСА: Земля 2».
Является седьмым анимационным фильмом, входящим в состав оригинальных анимационных фильмов вселенной DC. Был выпущен в форматах DVD и Blu-ray.

## Сюжет
В параллельной вселенной (Земля-3), где герои и злодеи поменялись ролями, местные герои Лекс Лютор и Шут (аналог Джокера) крадут из штаб-квартиры Преступного Синдиката устройство под названием «Квантовый Триггер». Из-за сработавшей сигнализации героям приходиться ретироваться, однако Шут решает остаться, чтобы задержать подоспевших членов Синдиката и дать время Лексу скрыться. Ценой своей жизни ему удается сократить число Глав Преступных семей, а Лекс при помощи изобретенного им портативного телепорта смог покинуть реальность прежде, чем Преступный Синдикат настиг его.
В нашей версии Земли, когда Лига справедливости достраивает свою штаб-квартиру на орбите, приходит сообщение из Метрополиса о захвате Лютора. В полицейском участке Супермен, просканировав задержанного супер-зрением, делает вывод, что этот Лютор - из параллельного мира, так как его органы расположены зеркально, а местный Лютор всё еще в тюрьме. В штаб-квартире Лиги Лекс, единственный выживший герой своей реальности, посвящает новых соратников в курс дел в своем мире. После некоторых раздумий вся Лига, за исключением Бэтмена, решает помочь Лютору покончить с Преступным Синдикатом.
В параллельной Земле, на базе местной Лиги справедливости члены Синдиката усиленно пытаются разгадать секрет исчезновения Лютора, но неожиданное появление новых героев заставляет их отступить. После, на заседании Синдиката принимается решение окончательно поставить планету под контроль с помощью огромного Устройства квантового состояния, способного уничтожить Землю. Покоя Синдикату не дает и агитационная кампания дочери президента США Розы Уилсон, стремящейся поднять запуганных граждан на борьбу.
По-отдельности герои наносят удары по различным точкам криминальной империи, а атака Супермена и Лекса приводит к аресту главы Синдиката - Ультрамена (местной версии Супермена). Однако президент Уилсон, вопреки ожиданиям и возражениям Лиги, освобождает Босса боссов из-под стражи. Синдикат ускоряет работу над Устройством, при этом один из Глав - Оулмен (Томас Уэйн младший) - явно имеет свои планы на своё изобретение.
Ситуация накаляется, когда любовница Оулмена Супервумен с помощью украденных технологий Лютора отправляется на оригинальную Землю забрать Квантовый Триггер, являющийся ключом к Устройству, который Лекс ранее спрятал в штаб-квартире Лиги. Несмотря на упорное сопротивление Бэтмена и его помощников, злодейке удается забрать Триггер и передать его Оулмену, посвятившему её в свою задумку. Последовавший за Супервумен Бэтмен смог пленить её и, собрав Лигу, вызнать истинные цели Оулмена - отыскать и уничтожить Землю Прайм, что в свою очередь приведет к гибели всей Мультивселенной.
Лига справедливости в полном составе начинает атаку на лунную базу Синдиката, но сражение прерывается, когда Оулмен смог в тайне от ничего не подозревающих других Глав найти Землю Прайм и переместить туда бомбу. С помощью Джонни Квика (местного Флэша) Бэтмен отправляется за злодеем на Землю Прайм, где после тяжелого поединка в последние секунды перед взрывом смог телепортировать бомбу вместе с Оулменом на замерзшую версию Земли.
Преступный Синдикат арестован при поддержке президента, недовольного недавним покушением на его дочь. Лига справедливости возвращается домой, в последующем пополнив свой состав новыми героями.

## Роли озвучивали
- Уильям Болдуин — Брюс Уэйн / Бэтмен
- Марк Хэрмон — Кларк Кент / Супермен
- Крис Нот — Александр Лютор
- Джина Торрес — Кристин Уэллс / Супервумен
- Джеймс Вудс — Оулмен
- Брайан Блум — Кларк Кент / Ультрамен
- Джонатан Адамс — Марсианский охотник
- Джошуа Китон — Уолли Уэст / Флэш, Артур Карри / Аквамен
- Ванесса Маршалл — Диана Принс / Чудо-женщина
- Брюс Дэвисон — Президент Уилсон
- Фредди Роджерс — Роза Уилсон[англ.]
- Джеймс Патрик Стюарт — Джонатан Чемберс / Джонни Квик, Шут
- Нолан Норт — Хэл Джордан / Зелёный Фонарь, Кольцо силы[англ.]
- Джим Мескимен — Капитан Супер, Красный лучник
- Кэри Вюрер — Чёрная канарейка, Городская модель
- Брюс Тимм — Дядя Супер, Капитан Супер-младший
- Карлос Алазраки — Франциско Рамон / Вайб, Агент спецслужб
- Седрик Ярбро — Джейсон Раш / Огненный Шторм, Чёрная молния
- Ричард Грин — Джимми Олсен[англ.]
- Андреа Романо — Компьютер сторожевой башни, репортёр

## Саундтрек

### Список композиций
| Номер | Название трека |
| ----- | --- |
| 01    | Break In |
| 02    | Finish What the Jester Started / Main Title                                                                                                   |
| 03    | Only Surviving Member / Police Station / Of Course We’ll Help                                                                                 |
| 04    | Headquarters Battle |
| 05    | Battle in the Sky |
| 06    | QED Monologue / Crime Syndicate / Made Men / Flash and Jon Shipyard Battle                                                                    |
| 07    | Sup and Lex Fight Jimmy and Ultraman |
| 08    | Owlman Multiverse Monologue / President Office Monologue                                                                                      |
| 09    | Rose Garden and Ultraman Intimidation / Superwoman Toys with Bats / Batman Pissed at Luthor / Sniper Red Archer / Owlman Gets Quantum Trigger |
| 10    | Perimeter Breach Watchtower |
| 11    | Rose and Jon Mindmeld / Owlman’s End / Batman Owlman Fight                                                                                    |
| 12    | Moonbase Intro / Is This Just a Little Too Easy / Moonbase Battle                                                                             |
| 13    | Teleport |
| 14    | Jon Says Goodbye / Johnny Burns Out / Cavalry                                                                                                 |
| 15    | Ending / End Credits |

## Отзывы и продажи
Синди Уайт из IGN поставила мультфильму 8 баллов из 10 и отмечала в нём баланс сюжета, экшна и юмора. Адам Тайнер из DVD Talk писал, что «Лига Справедливости: Кризис двух миров» «считается одним из самых сильных анимационных фильмов DC за последние несколько лет». Рик Маршалл из MTV News похвалил решение сделать Макдаффи сценаристом.
Мультфильм принёс более 8,5 миллиона долларов с продаж на DVD и Blu-ray.